# روجر ناير
روجر ناير (بالإنجليزية: Roger Nair)‏ هو منتج أفلام ومخرج هندي، ولد في 4 يناير 1972.

## وصلات خارجية
- روجر ناير على موقع IMDb (الإنجليزية)
- روجر ناير على موقع كينوبويسك (الروسية)